# Скамене, Роман
Роман Скамене (чеш. Roman Skamene; род. 2 октября 1954) — чешский актёр кино, театра и телевидения.

## Биография
Роман Скамене родился в Плане. Дебютировал в кино в детстве, в 1967 году. Выступал в телевизионных сказках. По причине низкого роста (160 см) он долго играл роли мальчиков. В последние годы из-за проблем с алкоголем выступает редко.

## Избранная фильмография
- 1969 — Тайна головоломки / Záhada hlavolamu (телесериал)
- 1970 — Решительная барышня / Odvážná slečna
- 1971 — Принц и нищий / Princ a chuďas
- 1971 — Девушка на метле / Dívka na koštěti
- 1973 — Гонщик категории риска / Jezdec formule risk
- 1975 — Освобождение Праги / Osvobození Prahy
- 1975 — Отель «Пацифик» / Zaklęte rewiry / Dvojí svět hotelu Pacifik
- 1977 — Завтра встану и ошпарюсь чаем / Zítra vstanu a opařím se čajem
- 1977 — Больница на окраине города / Nemocnice na kraji města (телесериал)
- 1978 — Секрет стали / Tajemství Ocelového města
- 1980 — Как надуть адвоката / Jak napalit advokata
- 1981 — Любовь со второго взгляда / Láska na druhý pohled
- 1983 — Медсестрички / Sestřičky
- 1985 — Принц-самозванец / Falešný princ
- 1986 — Смерть прекрасных косуль / Smrt krásných srnců
- 1988 — Боны и покой / Bony a klid
- 1989 — Близнецы в зоопарке / Dva lidi v ZOO
- 1990 — О рассеянном чернокнижнике / O zapomnětlivém černokněžníkovi
- 1991 — Танковый батальон / Tankový prapor
- 1993 — Нагота на продажу / Nahota na prodej
- 1995 — Дорога через ад / Cesta peklem
- 2002 — Кожаное солнце / Kožené slunce